# I Августова конная когорта фракийцев
I Августова конная когорта фракийцев (лат. Cohors I Augusta Thracum equitata) — вспомогательное подразделение армии Древнего Рима.
Данное подразделение упоминается в четырех недатированных надписях из Аравии: две из Мофы и по одной из Курнуба и Умм-эль-Коттейна. Надпись из Курнуба относится к началу II века. Когорта принимала участие в парфянском походе Луция Вера. После этого она была передислоцирована на дунайскую границу. Существуют сведения, что в 167 году когорта находилась в Нижней Паннонии.